# Euvrilletta harrisii
Euvrilletta harrisii là một loài bọ cánh cứng thuộc chi Euvrilletta trong họ Ptinidae.